# Ermita de la Virgen del Soto
La Ermita de la Virgen del Soto, también denominada en ocasiones basílica de la Virgen del Soto, se encuentra en el término municipal de Caparroso, cerca de la margen derecha del río Aragón, a unos dos kulómetros del casco urbano, en un parque con abundantes chopos y plataneros, en el cruce de la carretera N-121 con la NA-128 hacia Marcilla. El templo actual se comenzó a construir en 1740 para sustituir la anterior ermita arruinada con motivo de las riadas del río el año anterior. Construida en ladrillo sobre un basamento de piedra, sigue trazas barrocas con planta de cruz latina. La imagen titular, obra de Juan Bazcardo es del siglo XVII, y muestra a la Virgen de pie con el Niño dormido en sus brazos. La imagen fue trasladada a la nueva ermita en 1759.

## Historia de la basílica
El documento más antiguo relativo a la ermita es de 1550, y se refiere a ella como la iglesia de Santa María de Xabier. A partir de ese momento las menciones son frecuentes;  se sabe que entre 1641 y 1644 la ermita fue ampliamente reformada por un maestro albañil, vecino de Caparroso, llamado Juan de Arana.No obstante, hay que esperar al 10 de mayo de 1659 para que la ermita sea denominada como Nuestra Señora del Soto, así aparece en el proceso seguido ante el Consejo Real de Navarra por el asesinato del ermitano. Este proceso que se prologó hasta 1662 permite conocer el lugar en que estaba situada la ermita, contiguo al puente «junto al camino que van a Marcilla»; y los distintos nombres con que se conocía la Virgen: de Javier, de la Puente y del Soto.

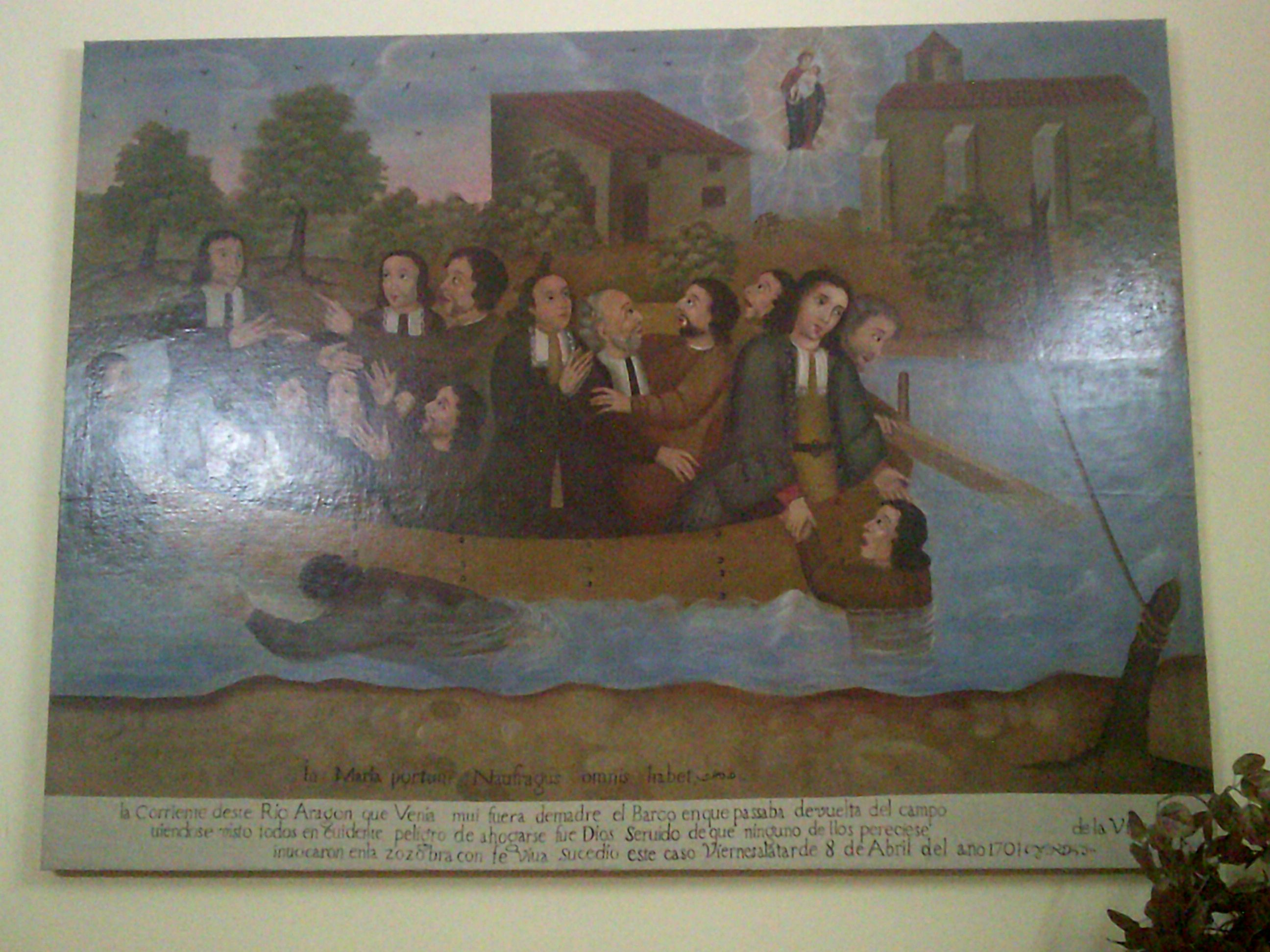
Lienzo del milagro de la Virgen del Soto de Caparroso

Esta ermita sufrió daños de entidad en las ríadas de los años 1701 y 1738. Precisamenen con motivo de la riada de 1701 se recuerda en un lienzo que se conserva en la ermita, el salvamento -atrribuido a la Virgen- de varios vecinos, en peligro de ahogarse en el río. Ante la situación en que quedó la ermita tras la riada de 1738,  la villa de Caparroso pidió al obispo de Pamplona autorización para construir una nueva basílica ya que la actual había quedado inervible y la imagen de la Virgen se había tenido que trasladar a la parroquia de Santa Fe. Esta autorización fue concedida el 19 de enero de 1740. El lugar elegido, cercano al río pero separado de su margen, queda a unos dos kilómetros de Caparroso,  en un prado que obtuvo la parroquia con ese fin y que en los documentos de ese momento identifica como  «medio al campo» y «pegante al camino reald e Olite». El proyecto de la ermita fue realizado por un fraile capuchino, Antonio de Zaragoza, y la construcción se prolongó desde 1742 a 1759. Todavía en los siguientes años va enriqueciéndose el tempo, con pinturas murales, añadiendo algunos retablos en los brazos del crucero, pues el retablo mayor se entregó a la ermita en 1757, y se construye también una casa para el ermitaño que quedó adosada al muro exterior correspondiente al lado de la epístola, proporcionado además un acceso al coro.

## Arquitectura del templo
El tempo actual sigue trazas barrocas, con planta en cruz latina, con crucero, y cabecera recta. La nave de tres tramos, el crucero y la cabecera se cubre con bóveda de medio cañón con lunetos y arcos fajones, mientras que el tramo central del crucero se cubre con bóveda de media esfera. Los paramentos de la nave se articula con pilastras toscanas en correspondencia con los arcos fajoner y una cornisa moldurada. A los pies se la nave se sitúa un coro alto con tribunas laterales. Tras el presbiterio se sitúa un amplio camerín hexagonal, a modo de capilla auxiliar, cubierto con bóveda de paños. El acceso al coro se producía desde las casa del ermitaño, edificación aneja apoyada a los pies de la iglesia en el lado de la epístola; eliminado ese añadido, actualmente se accede desde una escalera con una estructura metálica situada en ese mismo lugar.
Los paramentos exteriores muestran muros de sillar y mampostería, con verdugadas de ladrillo; material que se utiliza también an las cornisas molduradas de remate y en los contrafuertes prismáticos que se corresponden con los arcos fajones del interior. La fachada principal es de ladrillo, sobre basamento de sillería, con entramado arquitectónico de inspiración conventual. Queda limitado por pilastras gigantes en los extremos, con un entablamento de amplia cornisa que soporta  un frontón triangular con un óculo central y sobre él una espdaña de un único vano. En el paramento así encuadrado se sitúa la portada que repite ese mismo esquema arquitectónico aunque en este caso el frontón queda roto dejando así espacio para una hornacina con pilastras, en que se aloja un talla barroca de Santa Bárbara.

## Imagen titular y retablos
Preside el templo un retablo de estilo rococó, labrado por Miguel de Zufia, que lo entregó en 1757. Compuesto por banco, cuerpo único y ático. La hornacina central queda enmarcada por sendas columnas corintias encajadas en masas arquitectónicas que avanzan en diagonal.  En la hornacina central se sitúa la imagen romanista de la Virgen del Soto, tallada por Juan Bazcardo, natural de Caparroso, artista fundamental en Navarra y la Rioja, fue continuador del taller de su suegro, González de San Pedro. La escultura, realizada a comienzos del siglo XVII, muestra claras influencias de Juan de Anchieta. La Virgen aparece de pie, en contrapposto y sostiene al Niño Jesús dormido; el esquema parece basarse en la Virgen de Aoiz, de Anchieta, aunque se diferencia al estar el Niño dormido, una opción en concordancia con el naturalistmo del siglo XVII.  Unas pinturas de San Joaquín y Santa Ana completan el frente del retablo.
En los muros extremos de los brazos de crucero se localizan sendos retablos, de pequeño tamaño, de estilo recocó, también de Zufia como el que preside el presbiterio. El correspondiente al lado del evangelio dispone de un lienzo de San Isidro, y en el ático del retablo una talla de San Sebastián, de comienzos del siglo XVI, que sigue la tradición gótica. El retablo correspondiente del lado de la epístola muestra un lienzo de Santa Bárbara, pintado en 1767 es de estilo popular, y de menos valor que los demás cuadros de altar existentes en la ermita. También en el frente de los brazos del crucero se sitúan sendos retablos; el del lado del evangelio está dedicado a San Antonio de Padua, y el de la epístola a San Antón.

## Decoración y pinturas
Destaca en el templo el rico ornato de las pinturas murales rococó que cubre interiormente todos sus paramentos. Estas pinturas se realizaron en 1775, gracias a la limosna (500 pesos) de un devoto. Deben se obra de Andrés Mata, pintor y dorador que aparece trabjando en el templo en 1767, aunque unos años antes, en 1767, consta que el italiano Pedro Bardini cobró por blanquear y dar colores al templo. Las pinturas fingen marcos de rocalla en los que se encuadran figuras variadas: escenas de la glorificación de María en el presbiterio, y escenas cristológicas y preiguras del antiguo Testamento. En los lunetos de los brazos del crucero, pasajes del génesis y los cuatro evangelistas acompañados de las correspondientes figuras simbólicas. En la cúpula central se alternan la coronación de la Virgen, con escenas evangélicas y del antiguo testamento; y en la parte superior imágenes individuales de san Juan Bautista y varios apóstolres. En las pechinas de esta bóveda cuatro padres de la Iglesia: San Gregorio, San Jerónimo, San Agustín y San Ambrosio. También la nave del templo queda decorada con pinturas, aunque se reducen a imitar unas taraceas de marmo con formas geométricas de distintos colores.

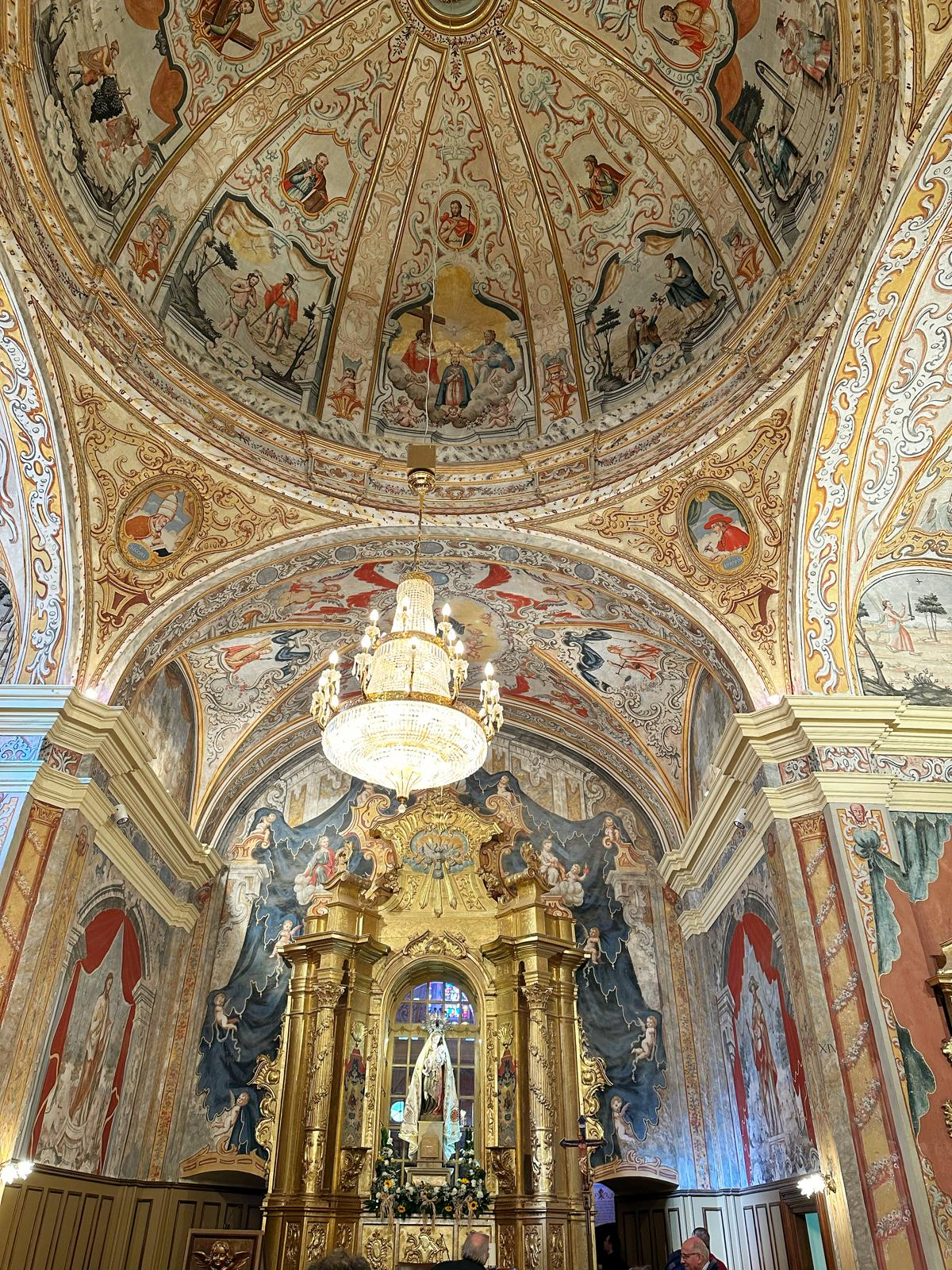
Nave de la ermita
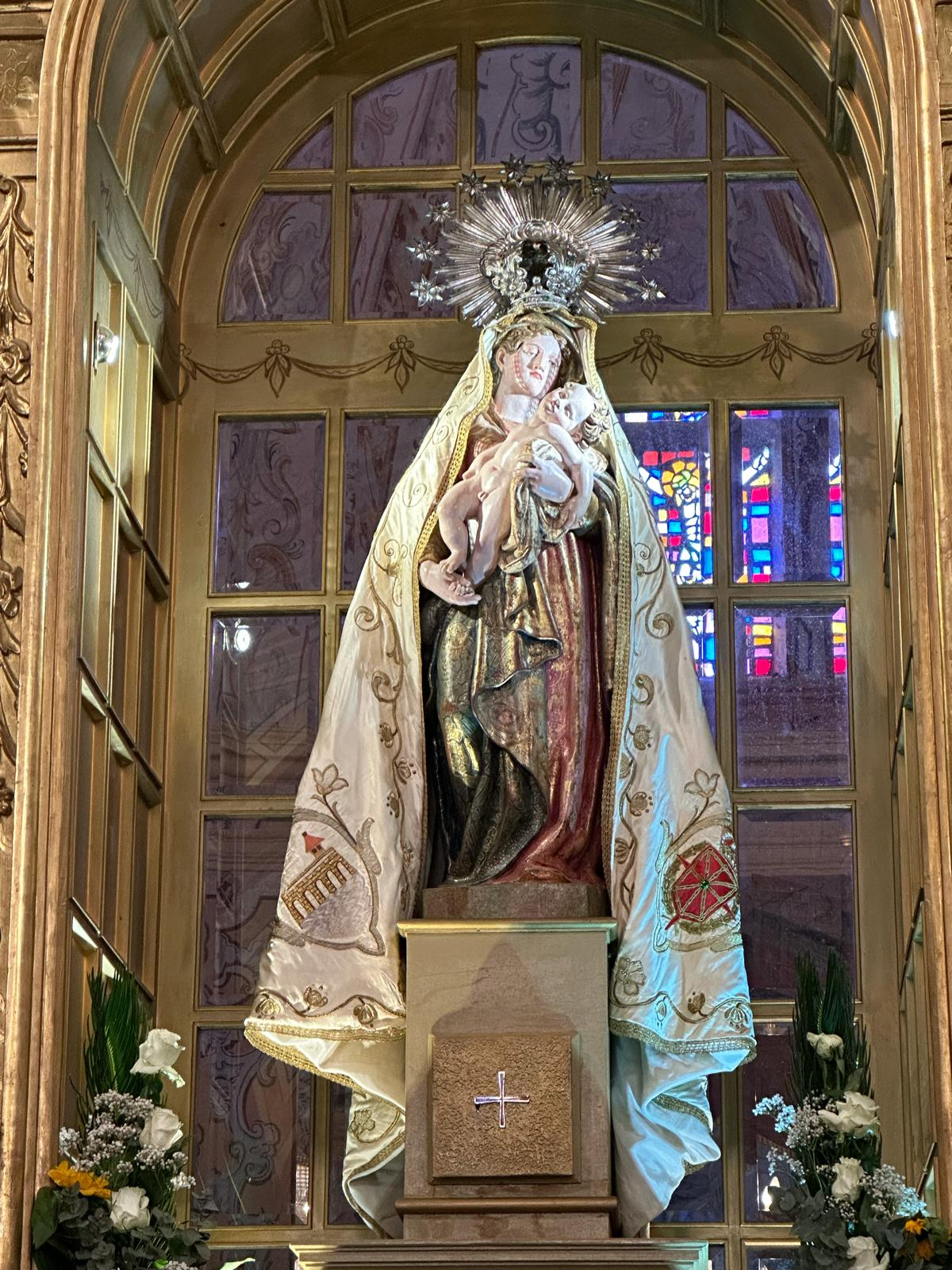
Imagen titular
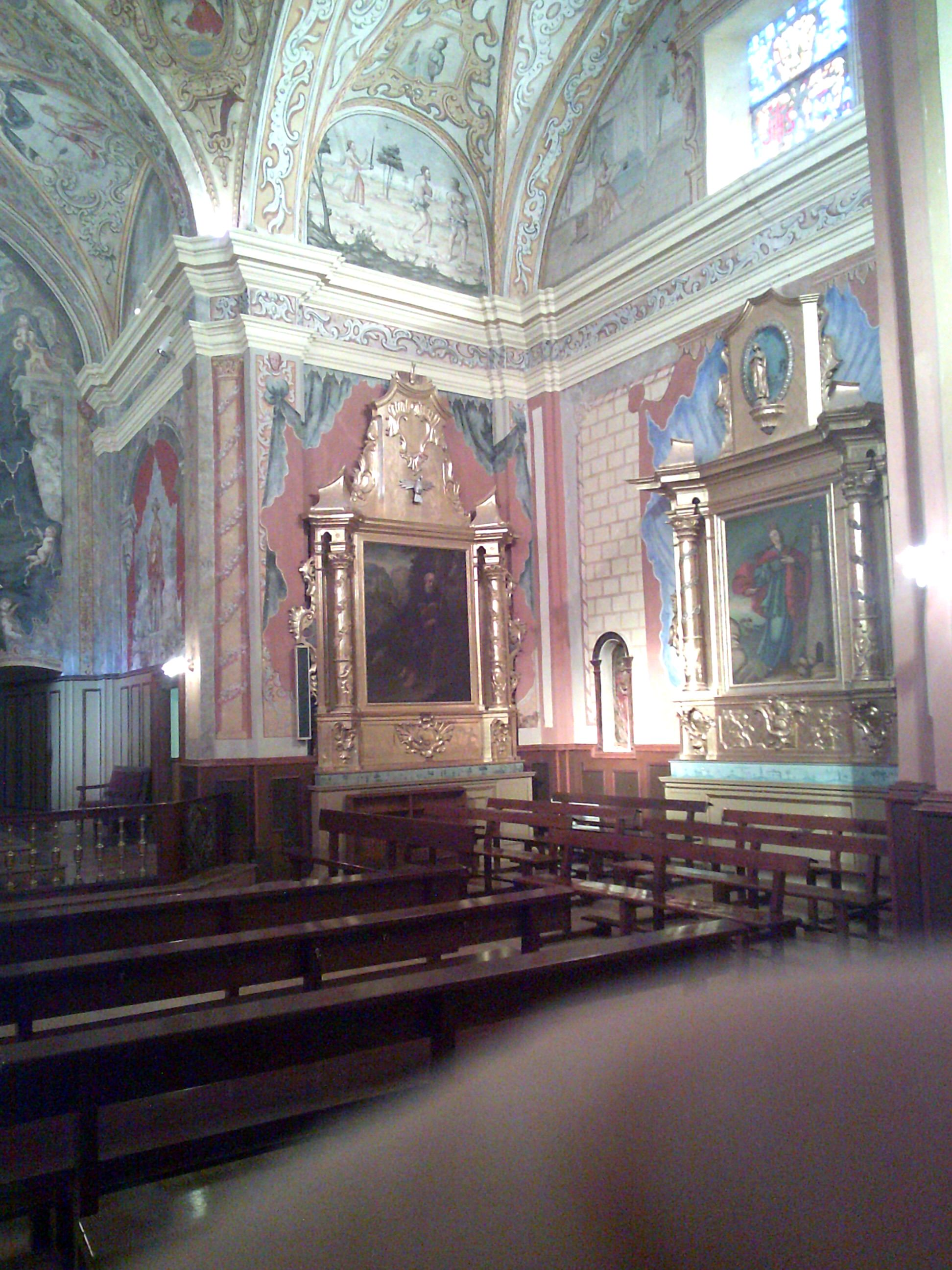
Retablos en el brazo de la epístola del crucero
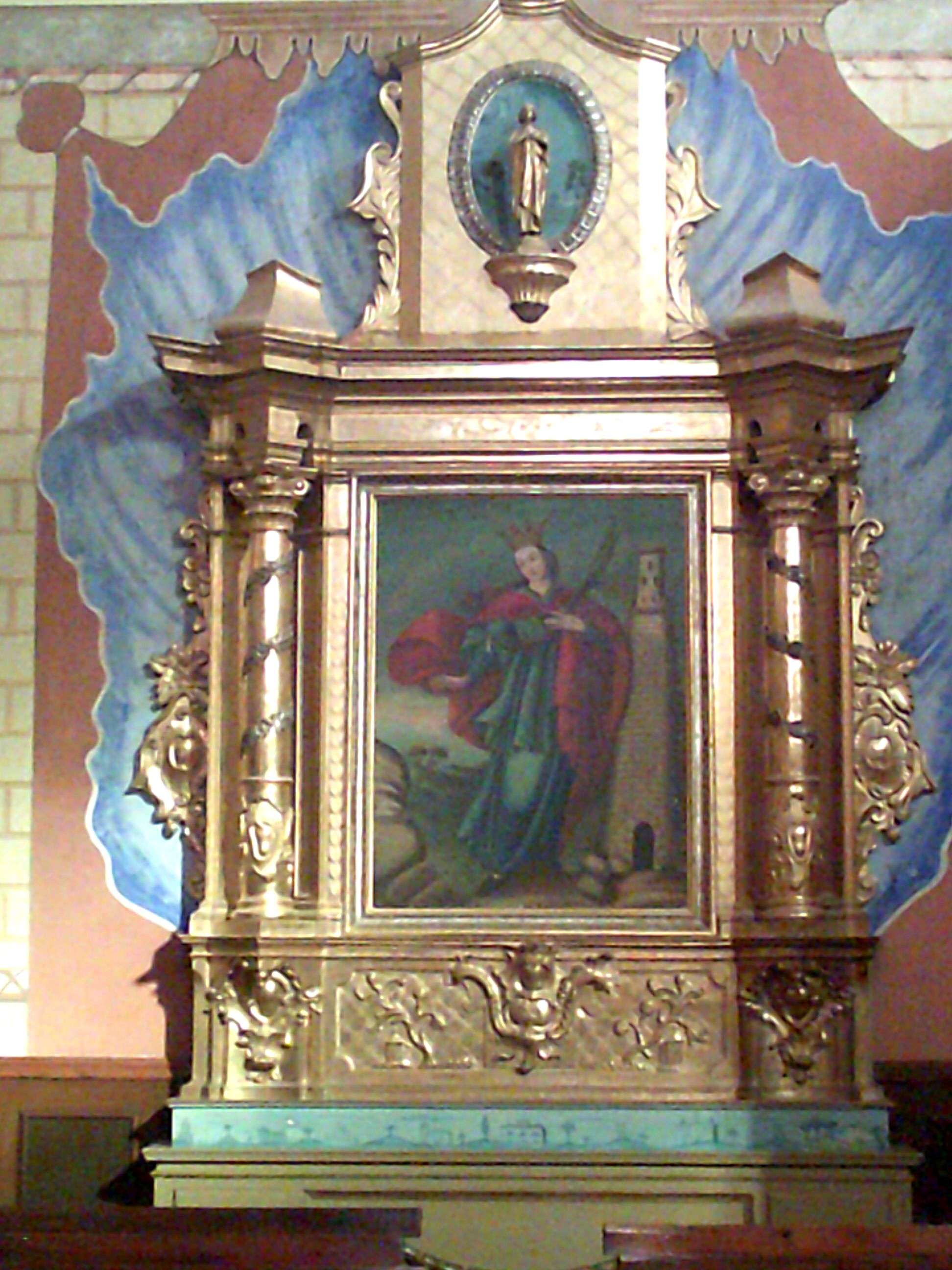
Retablo de Santa Bárbara
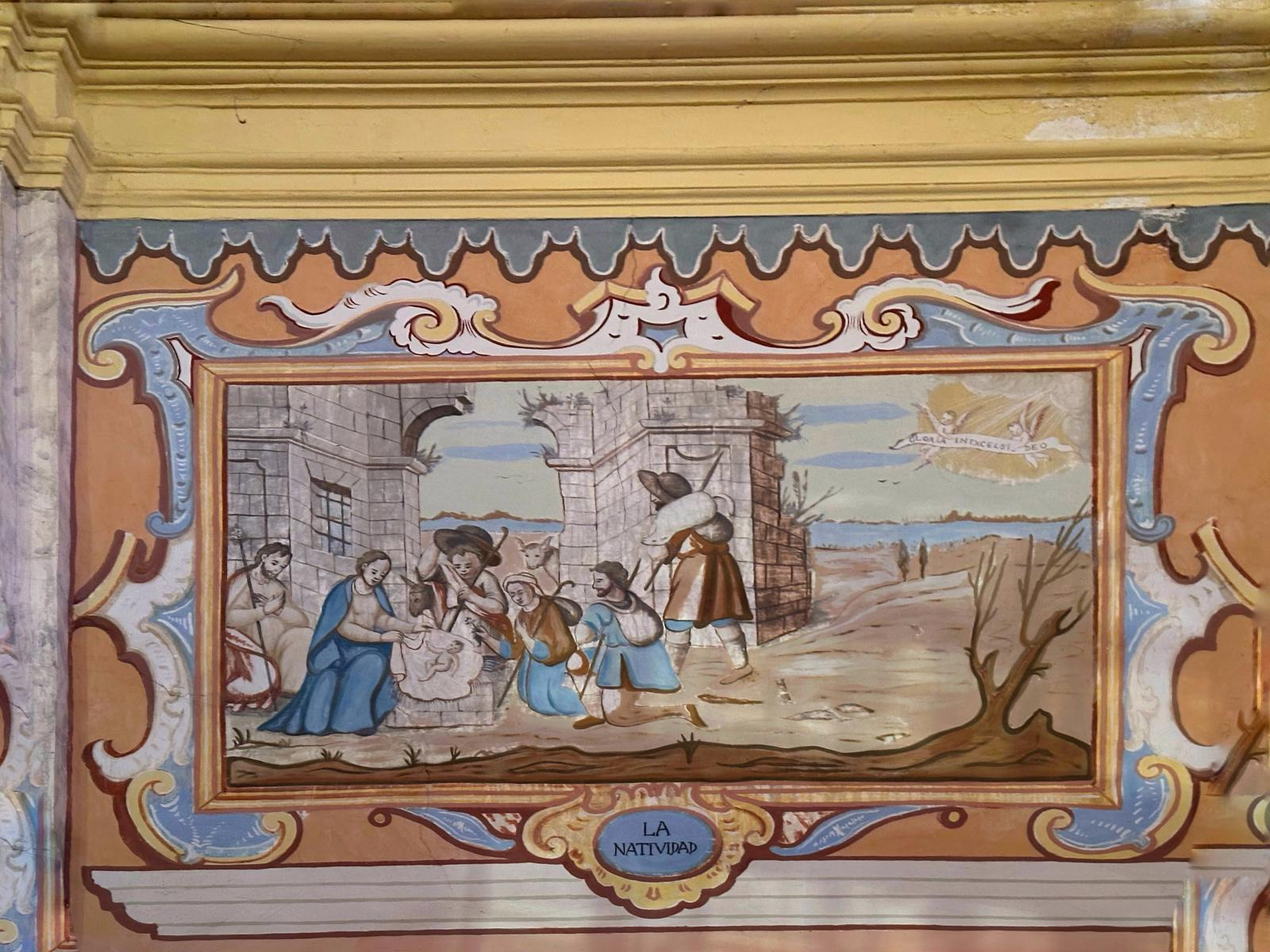
Pintura mural con la escena de la Natividad del Señor
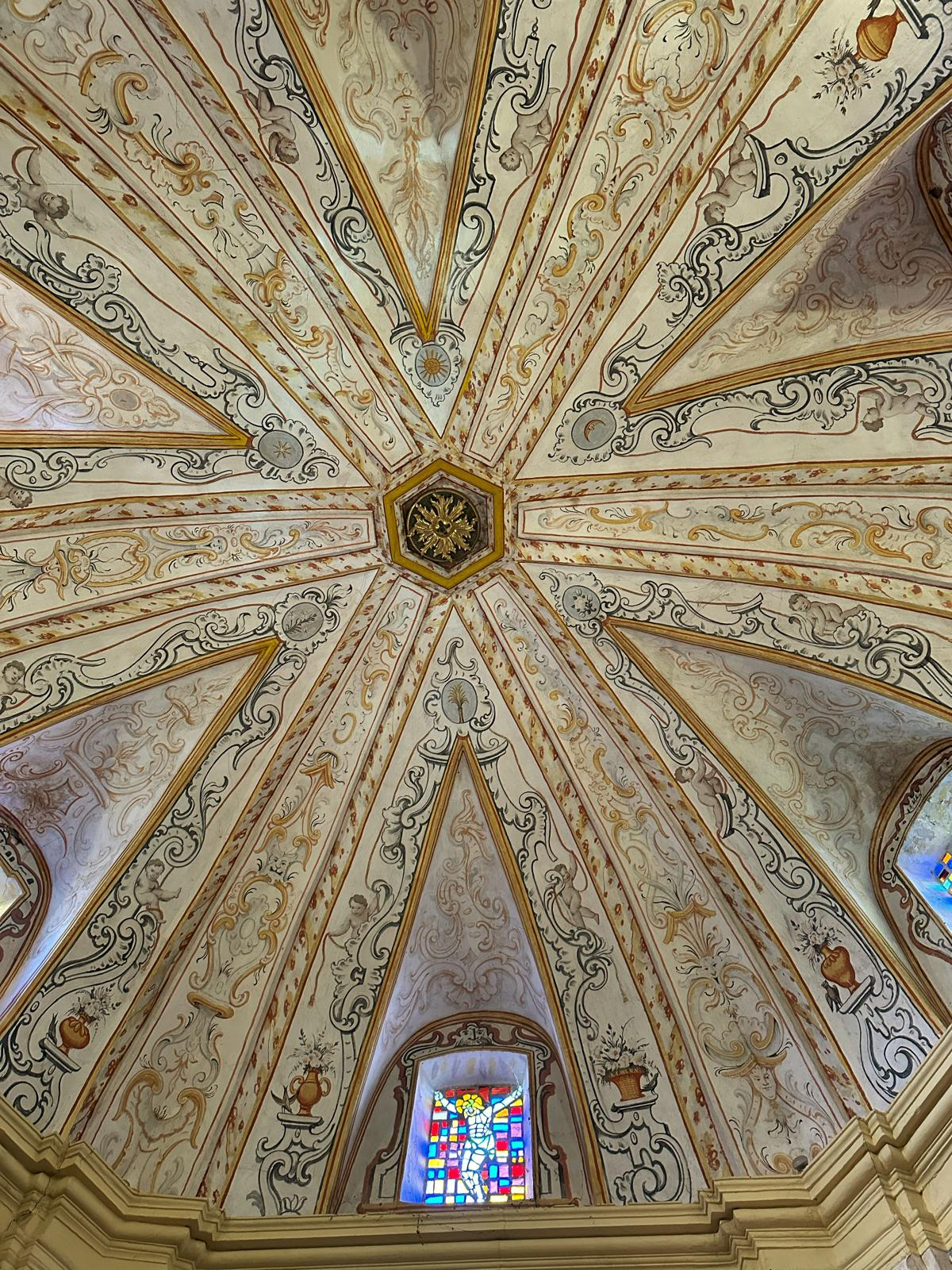
Bóveda del camerino de la ermita

## Devoción y celebraciones
La ermita está abierta todos los días desde el amanecer al atardecer; de abrir y cerrarla se encargan las virgeneras, una vecinas que se encargan de esta tarea gratuitamente, por devoción.
La romería principal a la ermita la realiza el pueblo de Caparroso el 25 de abril, fiesta de San Marcos. Después de la misa solemne se reparte entre los asistentes uns raciones de pan y queso bendecidas durante la misa; una costumbre que se inicio en 1879 y se ha mantenido desde entonces. También se hacen romerías el lunes de Pascua y el 15 de agosto, fiesta de la Asunción.
Desde el 28 de junio al 15 de agosto de 2009, con motivo del 150 aniversario de la construcción de la basílica-ermita de la Virgen del Soto, se celebró por concesión de la Santa Sede un Jubileo con las indulgencias acostumbradas.